# Retama raetam
Retama raetam es un arbusto de la familia de las fabáceas.

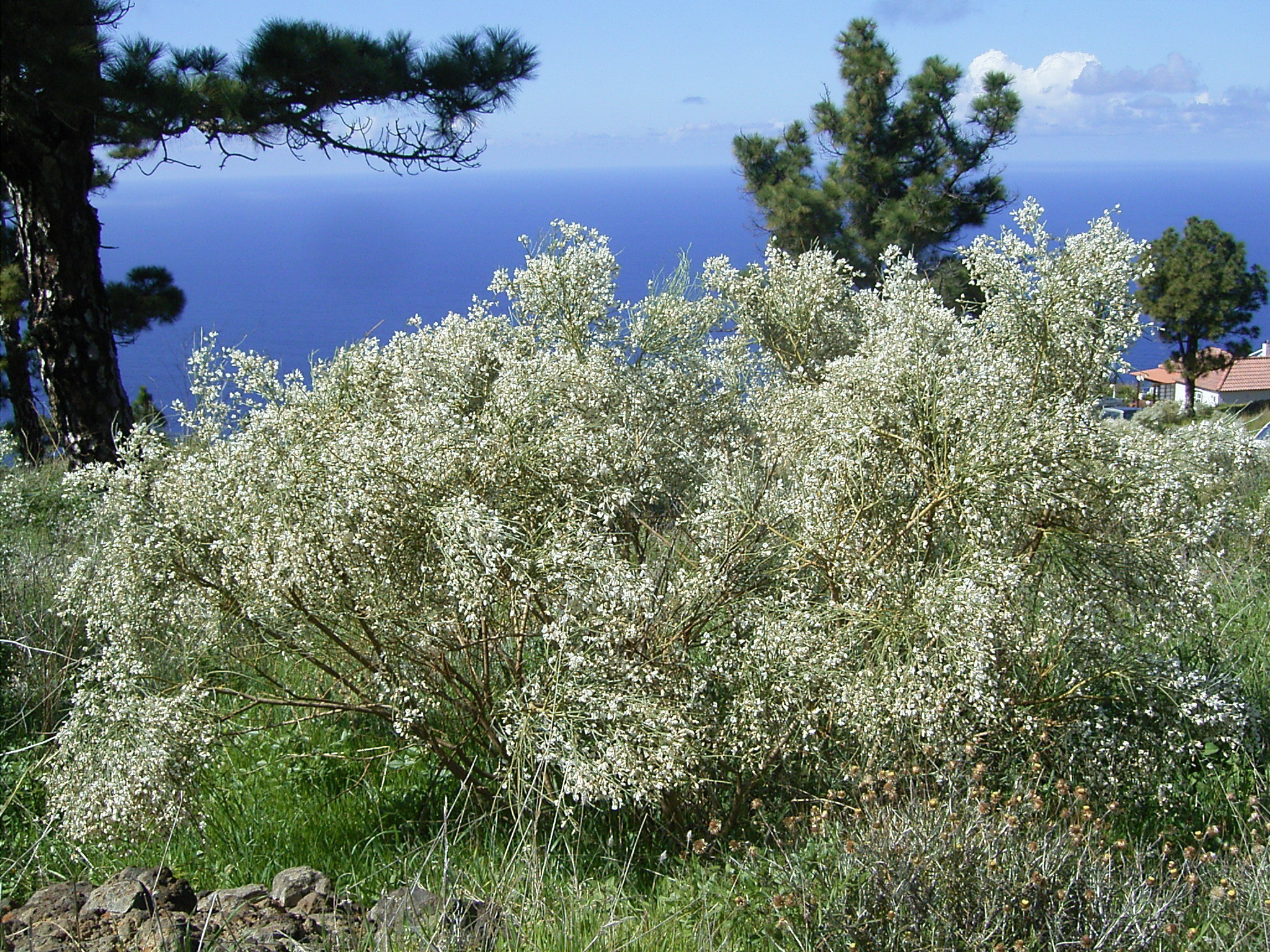
Vista de la planta

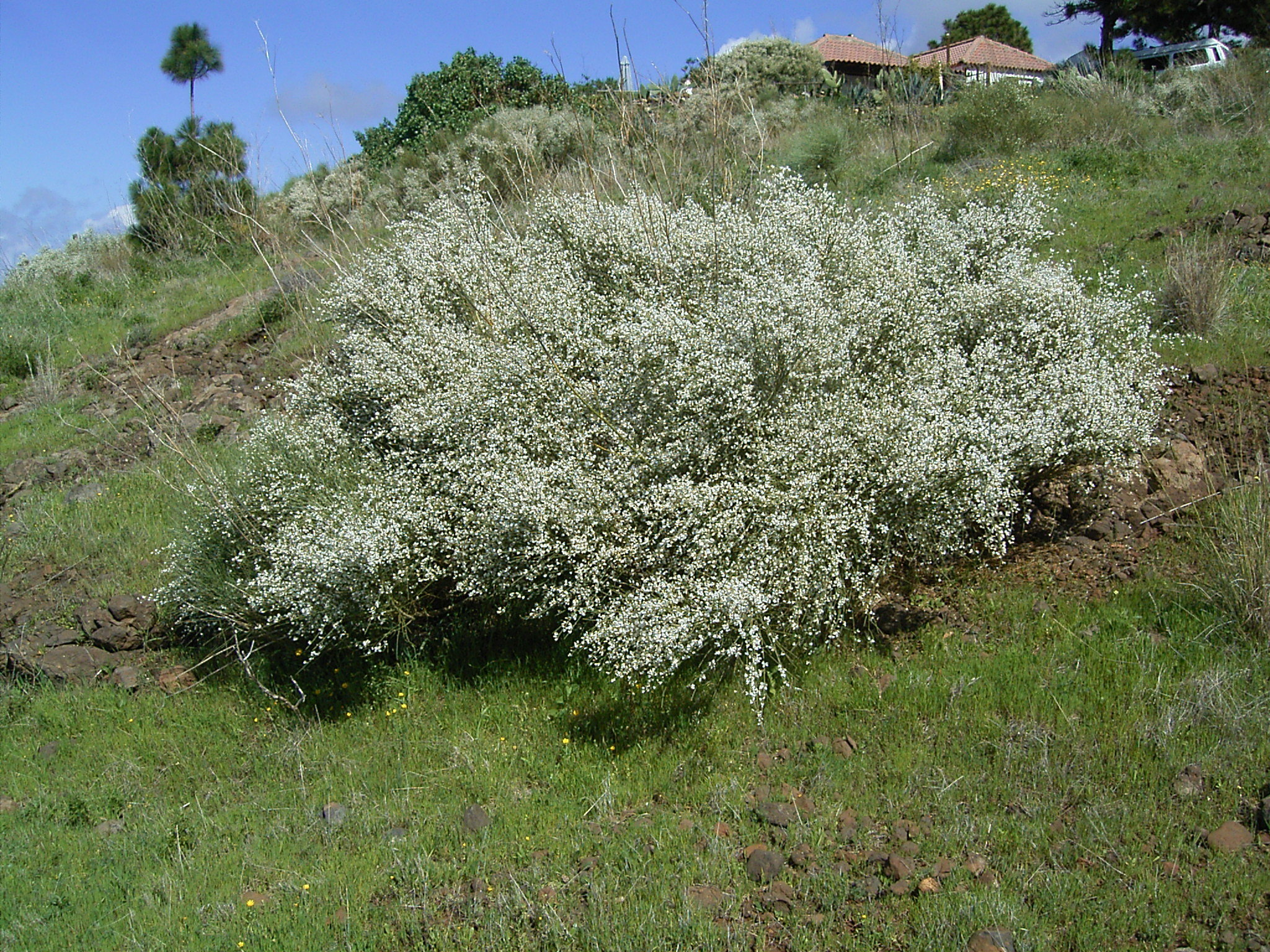
Vista de la planta

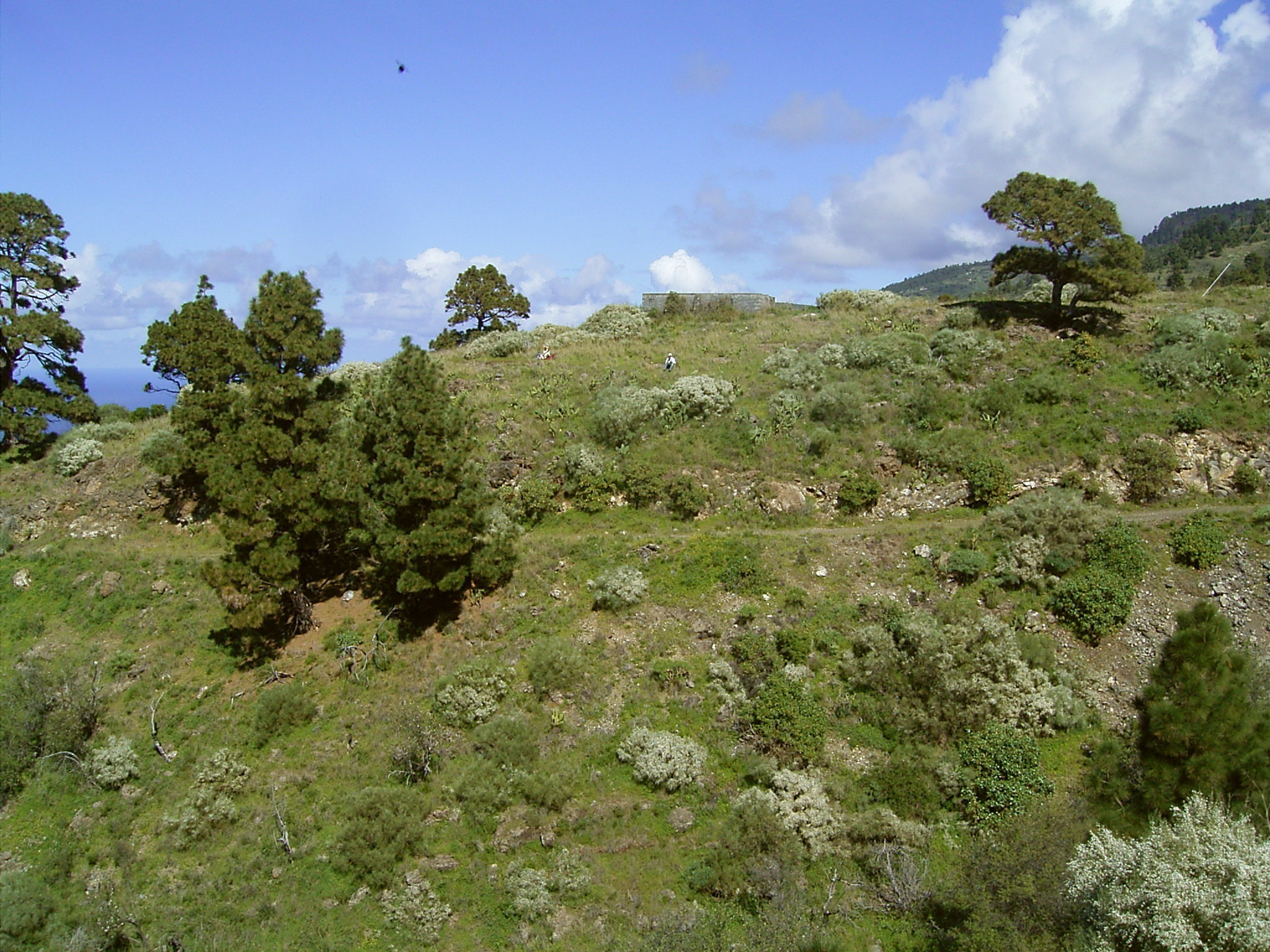
En su hábitat

## Descripción
La retama moruna (Retama raetam) es un arbusto caducifolio, hermafrodita, erguido, de hasta 2,5-3,5 m de altura, con tallos y ramas flexibles, primero erguidos y luego, hacia la mitad terminal péndulos. Tallos y ramas más viejas con corteza pardo verdosa, algo agrietada longitudinalmente. Ramillas estriadas longitudinalmente, verdes, las más jóvenes un poco pubescentes, con pelos cortos y aprimidos. Hojas alternas, simples, de unos 3-7 mm de largas, lineares o linear-lanceoladas, obtusas atenuadas en la base, subsésiles, enteras, pubescente-sedosas y verdes por ambas caras. Flores de 8-10 mm de largas, en racimos laterales poco densos, con pedicelo pubescente de 1-2 mm. Cáliz campanular, pardo-purpúreo, bilabiado; labio dividido en 2 segmentos oval-triangulares; labiolo entero, muy brevemente tridentado en la punta. Corola amariposada, blanca, con estandarte y alas de longitud similar, quilla un poco más corta, obtusa. El fruto es una legumbre ovoidea (7-18 x 5-10 mm) progresivamente acuminada y apiculada por el estilo, persistente en la punta, y atenuada en la base, glabra, primero verde y finalmente marrón o pardo-rojiza oscura. En su interior lleva generalmente 1 sola semilla, ovoide, poco comprimida, primero verdoso-amarillenta, luego negra, lisa. La floración de febrero a junio y fructificación de junio a septiembre.

## Hábitat
Terrenos rocosos, limoso-arenosos y dunas estépicas desérticas y del litoral.

## Distribución
Islas Canarias, Sicilia, norte de África y Asia occidental.

## Taxonomía
Retama raetam fue descrita por (Forssk.) Webb & Berthel. y publicado en Histoire Naturelle des Îles Canaries 2: 56. 1836.
Etimología
Retama: nombre genérico que deriva de Retáma, -ae f. – del árabe andalusí ratama (ár. culto ratam); castellano: retama f. = nombre de no pocas genísteas, como las retamas propiamente dichas –Retama monosperma (L.) Boiss., R. sphaerocarpa (L.) Boiss. y R. raetam (Forssk.) Webb– y especies varias de los géneros Cytisus L., Genista L. y Spartium L.
raetam: epíteto
Sinonimia
- Genista raetam Forssk. (1775)
- Lygos raetam (Forssk.) Heywood
- Retama duriaei Spach
- Spartium monospermum auct.[4]

## Galería

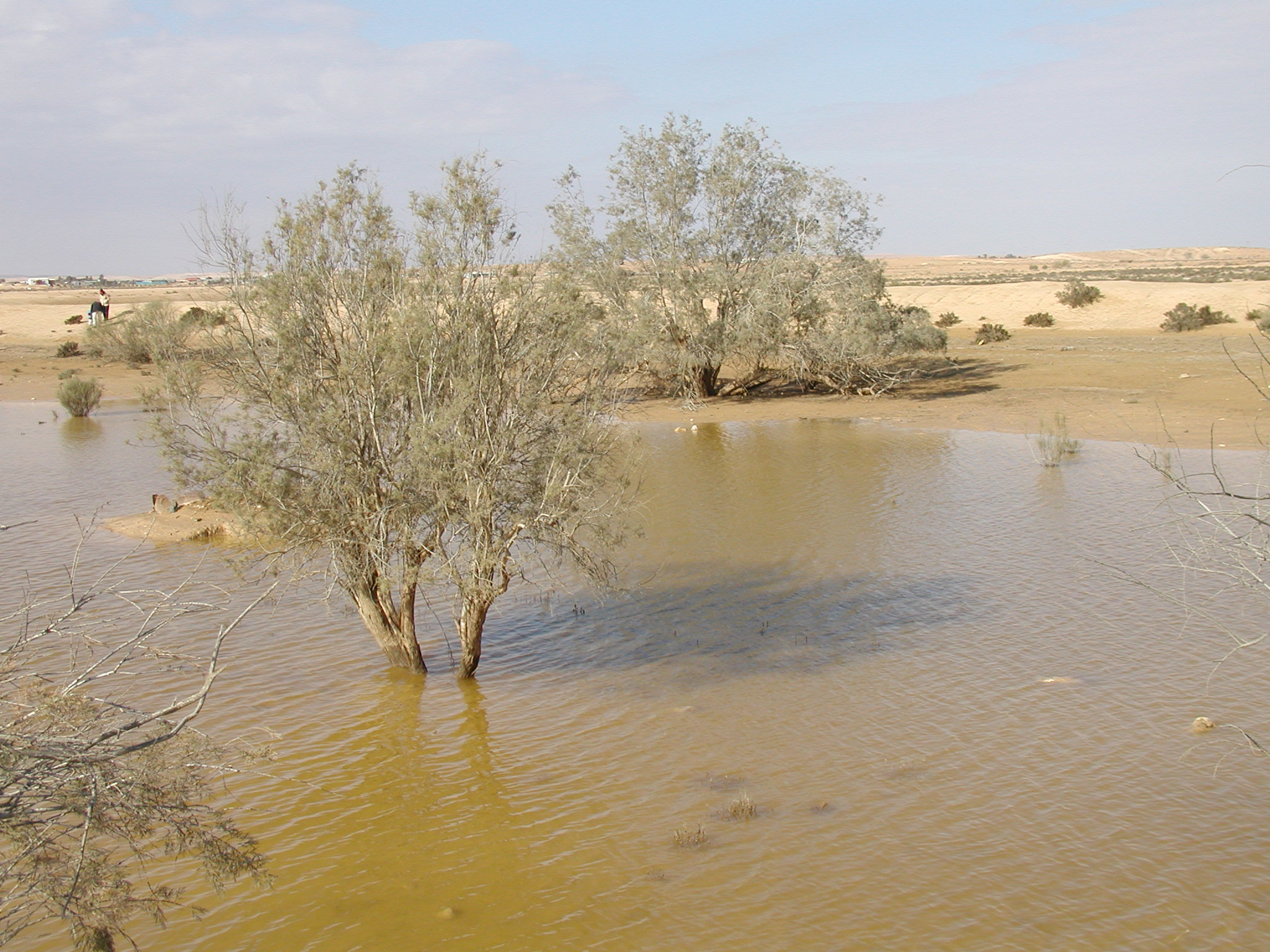
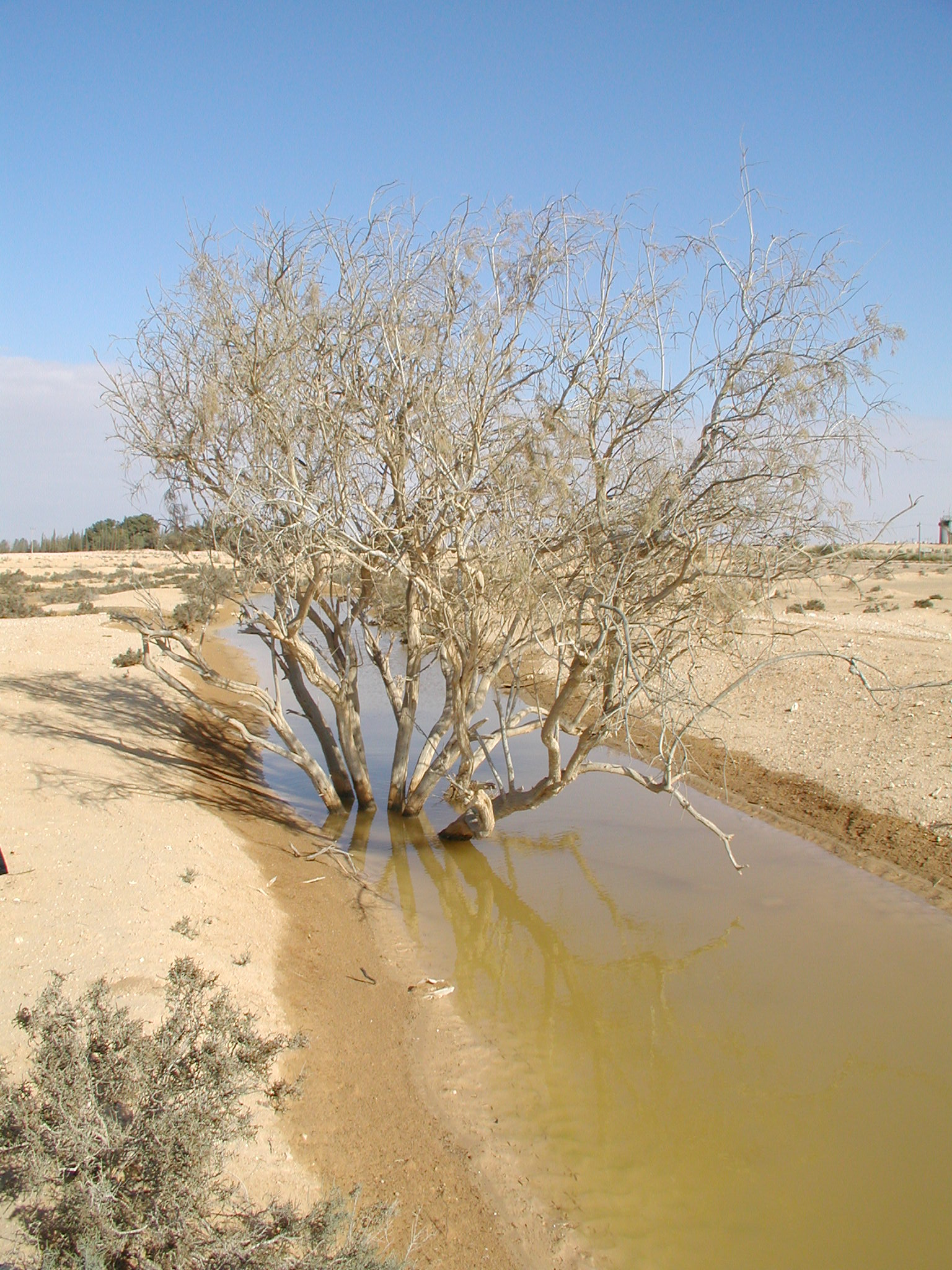
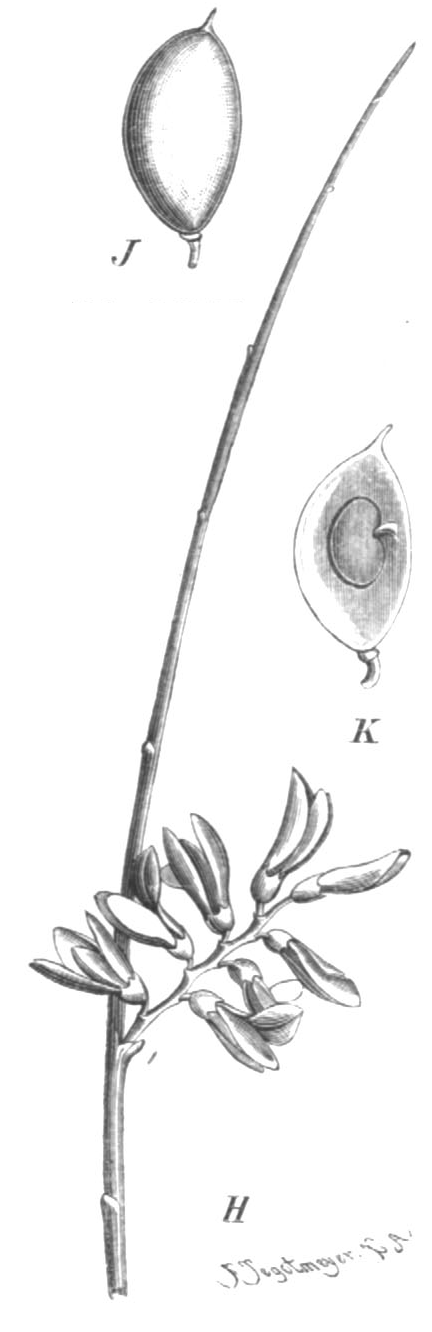
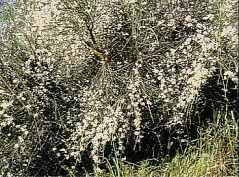
R. raetam subsp. gussonei